# Campeonato de Clubes de la CFU 2011
La Copa de clubes Campeones de la CFU 2011 fue la XIII edición en la historia del Campeonato de Clubes de la CFU. Se disputó entre el 9 de marzo y el 29 de mayo de 2011. Como sucedió el año anterior, el evento se desarrolló en tres rondas previas que concluyeron en una fase final de cuatro equipos que tuvo lugar entre el 25 y el 29 de mayo en Trinidad y Tobago.
Los tres primeros lugares clasificaron a la fase preliminar de Concacaf Liga Campeones 2011-2012.
Por primera vez en la historia de este torneo no aparecen entre los tres primeros lugares los equipos de Jamaica o de Trinidad y Tobago, principales potencias de la región, ya que el cuadro de honor fue encabezado nuevamente por el Puerto Rico Islanders, que superó en la final al Tempête FC de Haití, inédito subcampeón, mientras que el tercer lugar lo atrapó el Alpha United FC de Guyana, que se convirtió en el primer conjunto sudamericano clasificado al principal torneo internacional de clubes de CONCACAF en más de 15 años.

## Equipos participantes
Participan 15 clubes pertenecientes a 11 países en el Campeonato de Clubes de la CFU 2011. La novedad es el Newtown United, primer equipo de San Cristóbal y Nieves que juega en esta competición, tras intentos fallidos en años anteriores. 

### Representantes por país
| País                          | Equipo                               | Vía de clasificación                                                                   |
| ----------------------------- | ------------------------------------ | -------------------------------------------------------------------------------------- |
| Antigua y Barbuda 1 cupos     | Bassa Sports Club*                   | Campeón Primera División de Antigua y Barbuda 2009-10                                  |
| Bermudas 1 cupo               | Dandy Town Hornets                   | Campeón Liga Premier de Bermudas 2009-10                                               |
| Dominica 1 cupo               | Bathestate FC*                       | Campeón Campeonato de fútbol de Dominica 2010                                          |
| Guyana 2 cupos                | Alpha United FC Milerock FC          | Campeón GFF Superliga 2010 Subcampeón GFF Superliga 2010                               |
| Haití 1 cupo                  | Tempête FC                           | Campeón Liga de fútbol de Haití 2010 Serie de Apertura                                 |
| Islas Caimán 1 cupo           | Bodden Town FC                       | Subcampeón CIFA Premier League 2009-10                                                 |
| Puerto Rico 2 cupos           | Puerto Rico Islanders River Plate PR | Campeón del Campeonato de Clubes de la CFU 2010 Campeón Puerto Rico Soccer League 2010 |
| San Cristóbal y Nieves 1 cupo | Newtown United                       | Campeón SKNFA Superliga 2009-10                                                        |
| Santa Lucía 1 cupo            | Northern United All Stars            | Campeón División de Oro de Santa Lucía 2010                                            |
| Surinam 2 cupos               | Inter Moengotapoe WBC                | Campeón Hoofdklasse 2009-10 Subcampeón Hoofdklasse 2009-10                             |
| Trinidad y Tobago 2 cupos     | Defence Force Caledonia AIA          | Campeón TT Pro League 2010 Subcampeón TT Pro League 2010                               |

[*] Se retiraron del Campeonato de Clubes de la CFU 2011 antes de iniciar sus partidos respectivos.

## Primera ronda
La primera ronda es de eliminación directa. Los siete ganadores de la primera ronda avanzarán a la segunda ronda de ocho equipos, los campeones defensores Puerto Rico Islanders jugarán contra el ganador entre Northern United de St. Lucia y los Walking Boyz de Surinam en la segunda ronda de la Copa de Campeones de Clubes del Caribe.
El anuncio, que establece el calendario de la primera ronda, también incluyó la noticia de que Bathestate de Dominica y Bassa Sports Club de Antigua se habían retirado de la competencia, lo cual envía al Tempete de Haití y al United Alpha de Guayana a la Segunda ronda.
Los partidos de ida se jugaran del 10 al 18 de marzo y los de vuelta del 19 al 26 de marzo
| N.º | Local ida                 | Resultado global | Local vuelta                 | Ida | Vuelta |
| --- | ------------------------- | ---------------- | ---------------------------- | --- | ------ |
| 1   | Dandy Town Hornets        | 1:4              | Defence Force                | 1:1 | 0:3    |
| 2   | Newtown United            | 0:6              | Caledonia AIA                | 0:1 | 0:5    |
| 3   | River Plate PR            | 2:1              | Bodden Town FC               | 2:0 | 0:1    |
| 4   | Bathestate FC (retirado)  | :                | Tempête FC                   | :   | :      |
| 5   | Northern United All Stars | 1:6              | WBC                          | 0:3 | 1:3    |
| 6   | Milerock FC               | 2:2              | Inter Moengotapoe            | 0:1 | 2:1    |
| 7   | Alpha United FC           | :                | Bassa Sports Club (retirado) | :   | :      |

## Segunda ronda
El campeón defensor Puerto Rico Islanders se une al torneo en la segunda ronda, establecida para jugarse del 10 de abril al 7 de mayo el partido de ida y del 22 de abril al 14 de mayo el de vuelta.
Las semifinales en Trinidad se jugarán el 25 de mayo; la final y el juego por el tercer lugar cuatro días más tarde. Tres equipos del Campeonato de Clubes del Caribe se clasificarán para la próxima temporada de la Concacaf Liga Campeones 2011-2012.
Guyana será sede de las semifinales y la final de la Copa de Campeones de Clubes del Caribe el 25 y 27 de mayo respectivamente, con rondas eliminatorias de un solo partido para determinar los tres clasificados la región para la Liga Campeones de CONCACAF, los emparejamientos de las semifinales serán definidas mediante sorteo. Los ganadores de las semifinales del 25 de mayo y el vencedor del partido por el tercer lugar del 27 de mayo se clasificarán para la Liga Campeones.
|  | Cuartos de final                                                  | Cuartos de final                                                  | Cuartos de final                                                  |   |                       | Semifinales | Semifinales | Semifinales |  |  | Final                 | Final      | Final      |
|  | 10 de abril al 7 de mayo (Ida) 22 de abril al 14 de mayo (Vuelta) | 10 de abril al 7 de mayo (Ida) 22 de abril al 14 de mayo (Vuelta) | 10 de abril al 7 de mayo (Ida) 22 de abril al 14 de mayo (Vuelta) |   |                       | 25 de mayo  | 25 de mayo  | 25 de mayo  |  |  | 27 de mayo            | 27 de mayo | 27 de mayo |
|  |                                                                   |                                                                   |                                                                   |   |                       |             |             |             |  |  |                       |            |            |
|  | Puerto Rico Islanders                                             | 1                                                                 | 7                                                                 |   |                       |             |             |             |  |  |                       |            |            |
|  | WBC                                                               | 1                                                                 | 0                                                                 |   |                       |             |             |             |  |  |                       |            |            |
|  | WBC                                                               | 1                                                                 | 0                                                                 |   | Puerto Rico Islanders | 3           |             |             |  |  |                       |            |            |
|  |                                                                   |                                                                   |                                                                   |   | Puerto Rico Islanders | 3           |             |             |  |  |                       |            |            |
|  |                                                                   | Alpha United FC                                                   | 1                                                                 |   |                       |             |             |             |  |  |                       |            |            |
|  | Alpha United FC                                                   | Alpha United FC                                                   | 1                                                                 | 0 | 3                     |             |             |             |  |  |                       |            |            |
|  | Alpha United FC                                                   |                                                                   |                                                                   | 0 | 3                     |             |             |             |  |  |                       |            |            |
|  | River Plate PR                                                    | 0                                                                 | 2                                                                 |   |                       |             |             |             |  |  |                       |            |            |
|  |                                                                   |                                                                   |                                                                   |   |                       |             |             |             |  |  | Puerto Rico Islanders | 3          |            |
|  |                                                                   |                                                                   | Tempête FC                                                        | 1 |                       |             |             |             |  |  |                       |            |            |
|  | Defence Force                                                     | 4                                                                 | 3                                                                 |   |                       |             |             |             |  |  |                       |            |            |
|  | Milerock FC                                                       | 0                                                                 | 0                                                                 |   |                       |             |             |             |  |  |                       |            |            |
|  | Milerock FC                                                       | 0                                                                 | 0                                                                 |   | Defence Force         | 0 (2)       |             |             |  |  |                       |            |            |
|  |                                                                   |                                                                   |                                                                   |   | Defence Force         | 0 (2)       |             |             |  |  |                       |            |            |
|  |                                                                   | Tempête FC (pen)                                                  | 0 (4)                                                             |   |                       |             |             |             |  |  |                       |            |            |
|  | Tempête FC (pen)                                                  | Tempête FC (pen)                                                  | 0 (4)                                                             | 1 | 0 (3)                 |             |             |             |  |  |                       |            |            |
|  | Tempête FC (pen)                                                  |                                                                   |                                                                   | 1 | 0 (3)                 |             |             |             |  |  |                       |            |            |
|  | Caledonia AIA                                                     | 0                                                                 | 1 (2)                                                             |   |                       |             |             |             |  |  |                       |            |            |

- Nota: En cada llave, el equipo ubicado en la primera línea es el que ejerce la localía en el partido de vuelta.

| Campeón                         |
| Puerto Rico Islanders 2º título |

## Clasificados aConcacaf Liga Campeones 2011-2012
| Puerto Rico Islanders | Tempête FC | Alpha United FC |
| --------------------- | ---------- | --------------- |